# The Very Best Of Enya
The Very Best Of Enya es un disco recopilatorio que reúne los más grandes éxitos de la cantante irlandesa Enya.
Éste lanzamiento se separa en tres diferentes versiones: la edición estándar; que cuenta con 18 connotados temas de Enya a lo largo de su carrera, la edición deluxe, que cuenta con 22 temas en torno a los éxitos más recientes desde el año 2000 y el set box que incorpora un LP con tres temas que corresponden a la primera edición del sencillo de Orinoco Flow de 1988.
La edición Deluxe incluye un DVD con trece videoclips de Enya, entre estos se encuentran Caribbean Blue y Amarantine. Su duración aproximada es de 46 minutos, sin incluir el material extra en el DVD.

## Material extra
El DVD contiene además el documental A Life In Music, publicado originalmente en el DVD The Video Collection y como también el making of de los videoclips de Caribbean Blue y Only Time.

## Lista de videos
| N.º | Video                   |
| --- | ----------------------- |
| 1   | Orinoco Flow            |
| 2   | Caribbean Blue          |
| 3   | Only Time               |
| 4   | The Celts               |
| 5   | Amarantine              |
| 6   | Trains And Winter Rains |
| 7   | Evening Falls...        |
| 8   | Anywhere Is             |
| 9   | It's in the Rain        |
| 10  | Wild Child              |
| 11  | Only If...              |
| 12  | Storms in Africa        |
| 13  | On My Way Home          |